# Surinam Music Ensemble
Het Surinam Music Ensemble (SME) is een Surinaams-Nederlandse muziekgroep. Het ensemble speelt in de stijlen jazz en kaseko. De groep speelde van 1980 tot 1995 en opnieuw sinds 2011.

## Biografie

### 1980-1981
In het eerste jaar, van 1980 tot 1981, was het Surinam Music Ensemble was een suri-jazz ensemble. In deze formatie speelden Ronald Snijders (fluit) Dennis Breidel (drums) en Pablo Nahar (basgitaar).

### 1981-1995
In 1981 ging het Surinam Music Ensemble verder in een nieuwe formatie van zes leden onder leiding van Eddy Veldman (drums) en Pablo Nahar (basgitaar). Ze ontwikkelden een eigen stijl, Paramaribop: een mengeling van jazz en kaseko met daarbij nog invloeden uit de kawina en enkele Caraïbische muziekstijlen. Hun optreden tijdens het North Sea Jazz Festival van 1983 verscheen op een album bij de Surinam Music Association. Daarnaast stonden ze op grote buitenlandse festivals, zoals het Jazz Festival van de EBU in Zürich, het Festival Caribe in Parijs en meermaals op African Roots. Verder speelden ze in 1986 in de Senegalese hoofdstad Dakar.
In 1987 verscheen hun tweede album, Dynamite Cotton Legacy, waarop ze een hommage brengen aan de Surinaamse jazzpioniers Kid Dynamite en Teddy Cotton. Hierna volgde nog het album No Kiddin', met daarop ook zang van de dan nog onbekende Denise Jannah. Begin jaren negentig voegden zich twee Uruguayaanse musici bij de band, José Lopretti en Leonardo Amuedo, door wie ook Latijns-Amerikaanse invloeden hun entree maakten op de nieuwe cd van SME, Main Topic (1994). Door het wegblijven van subsidie, stopte de groep er in 1995 mee.
Bezetting
In de eerste vijftien jaar kende de groep doorgaans zes leden onder wie meermaals wisselingen plaatsvonden. De volgende musici hebben langere tijd in het ensemble gespeeld:
- Drums: Eddy Veldman
- Basgitaar: Pablo Nahar
- Saxofoon: Kees 'Kitta' Smit, Paul van Kemenade
- Gitaar: Wilfred Kempenaar, John Thomas, Franky Douglas, Leonardo Amuedo
- Toetsen: Hessel de Vries, Glenn Gaddum, José Lopretti
- Percussie: Yogi Gilles, Orlando (Ponda) O'Bryan
- Vibrafoon: Jeroen Goldsteen
- Trompet: Charlie Green

### Sinds 2011
Op 11 juni 2011 trad een selectie van oud-leden op in het Bijlmer Parktheater en tijdens nog enkele reünieoptredens meer. In 2012 gaf de groep opnieuw een serie concerten, met deze keer de Amerikaanse fluitist Bennie Maupin in de gelederen. Ook speelde de groep dat jaar opnieuw op het North Sea Jazz Festival.
Bezetting
Sinds de comeback in 2011 kende het ensemble de volgende samenstelling:
- Drums: Eddy Veldman
- Basgitaar: Pablo Nahar
- Fluit: Ronald Snijders
- Fluit, clarinet, saxofoon: Bennie Maupin
- Gitaar: Franky Douglas
- Toetsen: Glenn Gaddum
- Percussie: Orlando (Ponda) O'Bryan, Carlo Hoop